# Ángel Nieto Jr.
Pour les articles homonymes, voir Nieto.
Ángel Nieto Jr. est un pilote espagnol de moto et de voiture de course né le 19 novembre 1976 à Madrid. C'est le fils de Ángel Nieto et le frère de Pablo Nieto, qui sont également tous deux pilotes de vitesse moto.

## Carrière

### Ses débuts
Ángel Nieto Jr., contre la volonté initiale de son père qui avait essayé d'orienter sa carrière vers autre chose que la moto mais qui accepte finalement le choix de son fils, débute sous la tutelle de Jorge Martínez, participant à plusieurs courses dans le championnat 125 cm³ en Espagne.

### 125 cm³
Il fait ses débuts dans le Championnat du Monde 125 cm³ avec une Aprilia en 1995.